# Stefan Bułaszewski
Stefan Bulaszewski (ur. 11 września 1916) – polski, „Sprawiedliwy wśród Narodów Świata”.

## Życiorys
W trakcie II wojny światowej zamieszkiwał w Łomiankach nieopodal Warszawy (dystrykt warszawski, Generalne Gubernatorstwo). W 1943 r., jako członek Armii Krajowej, wykonywał działania konspiracyjne. Podczas jednego z nich, spotkał przypadkiem Żydówki: 23-letnią Marię Justman i jej cioteczną siostrę, 18-letnią Malę Korenschtein, które uciekły z płonącego getta w Warszawie i ukrywały się nieopodal. Stefan Bulaszewski znał Marię z czasów szkolnych. Jej rodzice byli ponadto właścicielami budynku, w którym mieszkał wraz ze swoimi rodzicami. Z tego względu, postanowił zaopiekować się dziewczynami. Początkowo przynosił im do lasu ubrania, z czasem umieścił je w budynku gospodarczym, należącym do jego rodziców. Po pewnym czasie zaczął szukać dla nich bardziej komfortowego i bezpieczniejszego schronienia. Wynajął pokój w sąsiedniej wiosce (Dąbrowa). Pokój ten cały czas pozostawał zamknięty a okna były zasłonięte czarnym papierem. Stan ten nie wzbudzał podejrzeń, bowiem Stefan pracował jako stróż nocny w garbarni w Łomiankach i po pracy musiał się wysypiać. Czarna zasłona na oknie była z kolei zgodna z niemieckim nakazem zaciemniana na wypadek nalotu. W pokoju mieszkał razem z Marią, której podarował metrykę swojej siostry. Mala nie chciała przebywać w okolicy, bojąc się rozpoznania. Stefan znalazł dla niej pracę u znajomego rolnika pod Siedlcami.
Stefan i Maria przebywali w Dąbrowie do listopada 1944 r., gdy cała ludność tych okolic została przez Niemców wysiedlona z powodu zbliżającej się Armii Czerwonej. Udali się do Lasek, gdzie przebywali aż do stycznia 1945 r. i wkroczenia Sowietów. Dzięki jego zaangażowaniu, Maria i Mala przetrwały wojnę i obie pozostały w Polsce po jej zakończeniu. Stefan poślubił Marię, z którą miał siedmioro dzieci.
11 sierpnia 1982 r. Instytut Jad Waszem uhonorował Stefana Bulaszewskiego medalem „Sprawiedliwy wśród Narodów Świata”.